# 泥棒猫
『泥棒猫』（どろぼうねこ）は、大石まさるによる日本のギャグ漫画作品。『ヤングキングアワーズ』（少年画報社）にて、2000年1月号から2003年9月号まで連載された。単行本は全3巻。
本稿では表題作の『泥棒猫』に加え、単行本第1巻から第2巻にかけて収録されているスピンオフ作品『くノ一はおデコだせ!』も併せて扱う。

## あらすじ
泥棒猫
自称・天涯孤独の大泥棒マックのもとを訪れた女スパイ・ユーリ。彼女は組織のデータベースから自身の情報を完全に抹消するよう依頼する。
過去を捨て泥棒に転職したユーリと、泥棒猫マックの奇妙な冒険。
くノ一はおデコだせ!
父の死によって若くしてハツカネ族の当主となった、忍者ホタルの最初で最後の命令は、遠い昔から忍びとして生きてきた一族を解散させることだった。
忍者をやめたホタルは自身の兄が住まうマックとユーリの家に身を寄せて、一人の中学生として生きようと決意する。しかし、生まれ持った血と宿命はそれを許さない。

## 単行本
少年画報社〈ヤングキングコミックス〉版 全3巻
1. 2001年7月発売 ISBN 978-4-7859-2104-0
2. 2002年6月26日発売 ISBN 978-4-7859-2204-7
3. 2003年10月24日発売 ISBN 978-4-7859-2354-9

台湾版（『偷兒貓』全3巻、訳：美美、東立出版社）※著者名表記「大石まさる」
1. 2002年12月23日発行 ISBN 978-986-11-1263-3
2. 2002年12月23日発行 ISBN 978-986-11-1264-0
3. 2004年03月30日発行 ISBN 978-986-11-3741-4

韓国版（『도둑 고양이』、訳：宋元慶〔송원경〕、時空社〔시공사〕）※著者名表記「Masaru Oishi」
1. 2003年1月25日発行 ISBN 978-89-527-2742-8
2. 2003年3月3日発行 ISBN 978-89-527-2828-9